# Maheshtala
Maheshtala (মহেশতলা) est une ville d'Inde située dans l'État du Bengale-Occidental, dans la proche banlieue de Calcutta. En 2011, sa population était de 449 423 habitants, ce qui en fait la deuxième ville la plus peuplée de l'État.

## Démographie
Selon le recensement national de 2001, Maheshtala comptait 389 214. les hommes constituent 53 % de la population et les femmes 47 %. Le taux d’alphabétisation est de 69 % tandis que la moyenne nationale n'est que de 59,5 %. Mais l'alphabétisation est différenciée selon les sexes : 74 % des hommes sont lettrés alors que seuls 63 % des femmes le sont. La population de la ville est très jeune : 11 % des habitants ont moins de six ans.

La population de Maheshtala augmente fortement : en 1991 elle était de 276 128 habitants. Vingt ans, plus tard, en 2011, elle est de 449 423 habitants, soit une augmentation de 62,7 %.

## Économie

### Généralités
Traditionnellement, l'économie de Maheshtala est basée sur le secteur secondaire (construction, manufacture, maintenance, etc.) aussi bien au sein de petites structures que de grandes entreprises. Le secteur tertiaire est présent aussi, on trouve notamment à Maheshtela des banques, des compagnies d'assurances, une université.

### Eden City
Une entreprise londonienne s'est associée avec un expatrié bengali pour développer à Mahehstala une mini-ville appelée Eden City, en partenariat avec la municipalité de Mahehstala. Pour ce projet, 85 900 m2 ont été achetés près de la station Nungi. Il y aura 2 240 bureaux pour des entreprises intermédiaires dans 44 immeubles, de nombreux appartements ainsi qu'un terrain de football. L'entreprise anglaise améliorera la desserte routière de la ville, introduira le métro et le train.

## Éducation
En 1971 est fondé le Maheshtala College, affilée à l'université de Calcutta et délivrant des undergraduate degree en art, commerce et sciences.